# Березняки (городище)
58°02′31″ пн. ш. 38°53′06″ сх. д. / 58.0418683° пн. ш. 38.8850784° сх. д.
Березняки — городище IV—VI століть на Волзі біля с. Березняків Ярославської області. Дослідження, проведені П. М. Третьяковим 1934—1935, встановили, що це було патріархально-общинне поселення з спільними господарством і власністю. Складалося воно з кількох житлових будівель, виробничих об'єктів, спільних для всієї общини, і погребної споруди, так званого «будинку мертвих». Жителі городища займалися переважно підсічним землеробством і скотарством, хоч знали й інші галузі виробництва (ковальство, ткацтво та ін.). Етнічний склад населення остаточно не з'ясований. Деякі дослідники вважають їх слов'янами, інші — фінами, можливо, частково слов'янізованими.